# Homalomena padangensis
Homalomena padangensis är en kallaväxtart som beskrevs av Mitsuru Hotta. Homalomena padangensis ingår i släktet Homalomena och familjen kallaväxter. Inga underarter finns listade.